# Der Wormsgau
Der Wormsgau ist eine seit April 1926 erscheinende Zeitschrift zur Geschichte der Stadt Worms und ihres Umlands. Die unregelmäßig, zuletzt jährlich erscheinende Publikation wird seit 1926 gemeinsam von der Stadt Worms und dem Altertumsverein Worms herausgegeben, dessen Mitgliedergabe sie auch ist. Die Zeitschrift ist nach der mittelalterlichen Gaugrafschaft Wormsgau benannt.

## Inhalte
Im Wormsgau erscheinen hauptsächlich Aufsätze zu stadt- und regionalgeschichtlichen Themen des historischen Wormser Raums, worunter auch Teile Rheinhessens und die Gemeinden im Bereich des ehemaligen Bistums Worms fallen. Die Aufsätze umfassen ein breites geschichtswissenschaftliches und kunstgeschichtliches Spektrum bis hin zu Fragen der Baugeschichte und Bauwerksrestauration. Zu den Schwerpunkte der letzten Jahre zählten die Entwicklung der mittelalterlichen Stadt, die Entwicklung der jüdischen Gemeinde in Worms, die Stadtgeschichte im 19. Jahrhundert und die Baugeschichte der romanischen Kirchen in Worms.
Neben dem Hauptteil mit Aufsätzen enthält die Zeitschrift immer einen Berichtsteil zur Arbeit der städtischen Kulturinstitutionen (Stadtarchiv Worms, Stadtbibliothek Worms, Museum der Stadt Worms etc.), Rezensionen stadt- und regionalgeschichtlicher Publikationen und die Fortschreibung der Worms-Bibliografie. Die Redaktion der Zeitschrift liegt beim Stadtarchiv, das gleichzeitig Geschäftsstelle des Altertumsvereins Worms ist.
Die Zeitschrift erscheint seit 2014 bei der Wernerschen Verlagsgesellschaft. Die Bände bis 2013 stehen digitalisiert online zur Verfügung.

## Beihefte
Neben der Hauptreihe erscheinen seit 1936 in unregelmäßigem Abstand sogenannte „Beihefte“ mit Monographien zu stadt- und regionalgeschichtlichen Themen, überwiegend mit der ISSN 0342-426X.
1. Erich Schwan: Die Straßen- und Gassennamen im mittelalterlichen Worms (1936)
2. Albert Dambmann: Die Stadtgeographie von Worms (1936)
3. Walter Bauer: Baugeschichte der Pauluskirche und Magnuskirche zu Worms (1936)
4. Alois Seiler: Das Hochstift Worms im Mittelalter (1936)
5. Willhelm Müller: Die Verfassung der freien Reichsstadt Worms am Ende des 18. Jahrhunderts mit besonderer Berücksichtigung der Zeit unter französischer Besetzung bis zum Frieden von Lunéville (1801) (1937)
6. Paulus Weißenberger: Geschichte des Klosters Kirschgarten in Worms (1936)
7. Carl Lepper: Seehof. Die Geschichte eines verschwundenen Dorfes (1938)
8. Friedrich M. Illert: Geschichte der Reformierten Gemeinde und der Friedrichskirche in Worms von den Anfängen bis zur evangelischen Union 1822 (1939)
9. Anna Martin: Aus den Akten der Fischerzunft. Beiträge zur Geschichte des Wormser Fischereiwesens (1941)
10. Ludwig Knobloch: Agrar- und Verfassungsgeschichte des Wormsgaues im Mittelalter (1951)
11. Wilhelm Rudolf Alter: Studien zur Geschichte der Verfassung und Verwaltung der Reichsstadt Pfeddersheim zu Ausgang des Mittelalters und zu Beginn der Neuzeit (1951)
12. Friedrich Maria Illert: Das vorgeschichtliche Siedlungsbild des Wormser Rheinübergangs (1952)
13. Diether Weitrich: Die Bergkirche zu Worms-Hochheim und ihre Krypta. Ein Beitrag zur Baugeschichte des frühen Mittelalters, insbesondere zur Frage der Herkunft und Bedeutung vierstütziger Krypten (1953)
14. Friedrich M. Illert: Geschichte der Wormser Brauereien von ihren Anfängen bis zur Gegenwart (1954)
15. Carl J. H. Villinger: Geschichte des St. Cyriakusstiftes zu Neuhausen in Worms (1955)
16. Günter Sofsky: Die verfassungsrechtliche Lage des Hochstifts Worms in den letzten zwei Jahrhunderten seines Bestehens unter besonderer Berücksichtigung der Wahl seiner Bischöfe (1957)
17. Philipp Walter Fabry: Das Sankt Cyriakusstift zu Neuhausen bei Worms (1958)
18. Otto Böcher: Die Alte Synagoge zu Worms (1960)
19. Gundolf Gieraths OP: Die Dominikaner in Worms (1964)
20. Peter Wackwitz: Gab es ein Burgunderreich in Worms? Erster Teil: Text (1964)
21. Peter Wackwitz: Gab es ein Burgunderreich in Worms? Zweiter Teil: Anmerkungen (1965)
22. Elli Eich-Franke: Die Funde der Michelsberger Kultur aus dem westlichen Oberrheingebiet (1967)
23. Hans-Dieter Hüttmann: Untersuchungen zur Verfassungs-, Verwaltungs- und Sozialgeschichte der freien und Reichsstadt Worms 1659–1789 (1970)
24. Dieter Wilhelm: Worms. Mittelstadt am Rande des Rhein-Neckar-Ballungsraumes. Eine stadtgeographische Betrachtung seiner Entwicklung im 19. und 20. Jahrhundert (1971)
25. Karl Nothnagel: Staufische Architektur in Gelnhausen und Worms (1971)
26. Hans Kühn: Politischer, wirtschaftlicher und sozialer Wandel in Worms 1798–1866 unter besonderer Berücksichtigung der Veränderungen in der Bestellung, den Funktionen und der Zusammensetzung der Gemeindevertretung (1975)
27. Henry R. Hüttenbach: Herta Mansbacher. Porträt einer jüdischen Lehrerin, Heldin und Märtyrerin (1885–1942) (1981)
28. Detlev Johannes: Luther-Bibliothek der Stadt Worms. Gesamtkatalog (1983)
29. Fritz Reuter: Warmaisa. 1000 Jahre Juden in Worms (1984)
30. Wilhelm R. Alter: Pfeddersheim um 1525. Zugleich ein Beitrag zur Erforschung des Bauernaufstandes in Südwestdeutschland (1990)
31. Annelore und Karl Schlösser: Keiner blieb verschont: die Judenverfolgung 1933–1945 in Worms (1987)
32. Fritz Reuter: Worms zwischen Reichsstadt und Industriestadt 1800–1882. Beobachtungen und Materialien (1993)
33. Fritz Reuter (Hrsg.): Worms 1933. Zeitzeugnisse und Zeitzeugen. Mit den Erinnerungen von Oberbürgermeister Wilhelm Rahn (1995)
34. Fritz Reuter (Hrsg.): St. Martin in Worms 996/1996. Festschrift zum 1000-Jahre Jubiläum (1996)
35. Gerold Bönnen, Volker Gallé (Hrsg.): Ein Lied von gestern? Wormser Symposium zur Rezeptionsgeschichte des Nibelungenliedes (1999)
36. Mathilde Grünewald: Pilgerzeichen, Rosenkränze, Wallfahrtsmedaillen. Die Beigaben aus Gräbern des 17. bis 19. Jahrhunderts aus dem Pfarrfriedhof bei St. Paul in Worms. Die Sammlung gotischer Pilgerzeichen im Museum der Stadt Worms (2001)
37. Volker Brecher: Kriegswirtschaft in Worms. Arbeitsbedingungen ausländischer und deutscher Beschäftigter in der Lederindustrie und anderen Wirtschaftszweigen 1939–1945 (2003)
38. Monika Lange: Das fränkische Gräberfeld von Flomborn in Rheinhessen (2004)
39. Burkard Keilmann, Margit Rinker-Olbrisch: Deo – patriae – moribus – studiis. Beiträge zur Geschichte des Wormser Gymnasiums (2005)
40. Gerold Bönnen, Ulrich Oelschläger (Hrsg.): 1783–2008. Vereinigte Kasino- und Musikgesellschaft Worms. Festschrift zur 225-Jahrfeier (2008)
41. Gerold Bönnen (Hrsg.): „Eine Furchtbar ernste Zeit...“. Worms, die Region und der „Große Krieg“ 1914 bis 1918 (2014)
42. Gerold Bönnen, Daniel Nagel (Hrsg.): „In Worms ist keine Fensterscheibe gesprungen“ Revolution, Kriegsende und Frühzeit der Weimarer Republik in Worms 1918–1923. Worms-Verlag, Worms 2018, ISBN 978-3-944380-92-6.
43. Franz Stephan Pelgen, Jana Bisová: Die einzigartige Würde der Kämmerer von Worms genannt von Dalberg als Erste Erbritter des Heiligen Römischen Reiches und ihre sichtbaren Abzeichen. Mit Stammtafeln. Stadtarchiv Worms, Worms 2022. ISBN 978-3-9806754-0-6
44. Burkhard Keilmann und Gerold Bönnen (Hg.): Quellen zu Bischof Burchard von Worms (1000–1025) = Der Wormsgau, Beiheft 44. Stadtarchiv Worms und Wernersche Verlagsgesellschaft, Worms 2025. ISBN 978-3-88462-420-3